# Djupasjön (Borås socken, Västergötland)
Djupasjön är en sjö i Borås kommun i Västergötland och ingår i Viskans huvudavrinningsområde.